# Jabiru
Jabiru (latin: Jabiru mycteria) er en storkefugl, der lever i Mellem- og Sydamerika.